# Leopold Vilém Krakowský z Kolowrat
Leopold Vilém hrabě Krakowský z Kolowrat (31. prosince 1727 Praha – 2. listopadu 1809 Vídeň) byl český šlechtic z rodu Krakowských z Kolowrat, politik a zakladatel tabákové továrny a jehlové továrny, první svého druhu v Evropě, v Golčově Jeníkově. Vrcholu politické kariéry dosáhl v letech 1796–1808, kdy zastával pozici prvního státního a konferenčního ministra a ministra vnitřních záležitostí. V roce 1782 se stal držitelem řádu Zlatého rouna.

## Život

### Původ
Narodil se jako druhé dítě a nejstarší syn Filipa Neria hraběte Krakowského z Kolowrat (1686 – 1773) a jeho manželky (sňatek 1725) Anny Barbory Michnové z Vacínova (1709–1772) ve farnosti svatého Jiljí.

### Kariéra

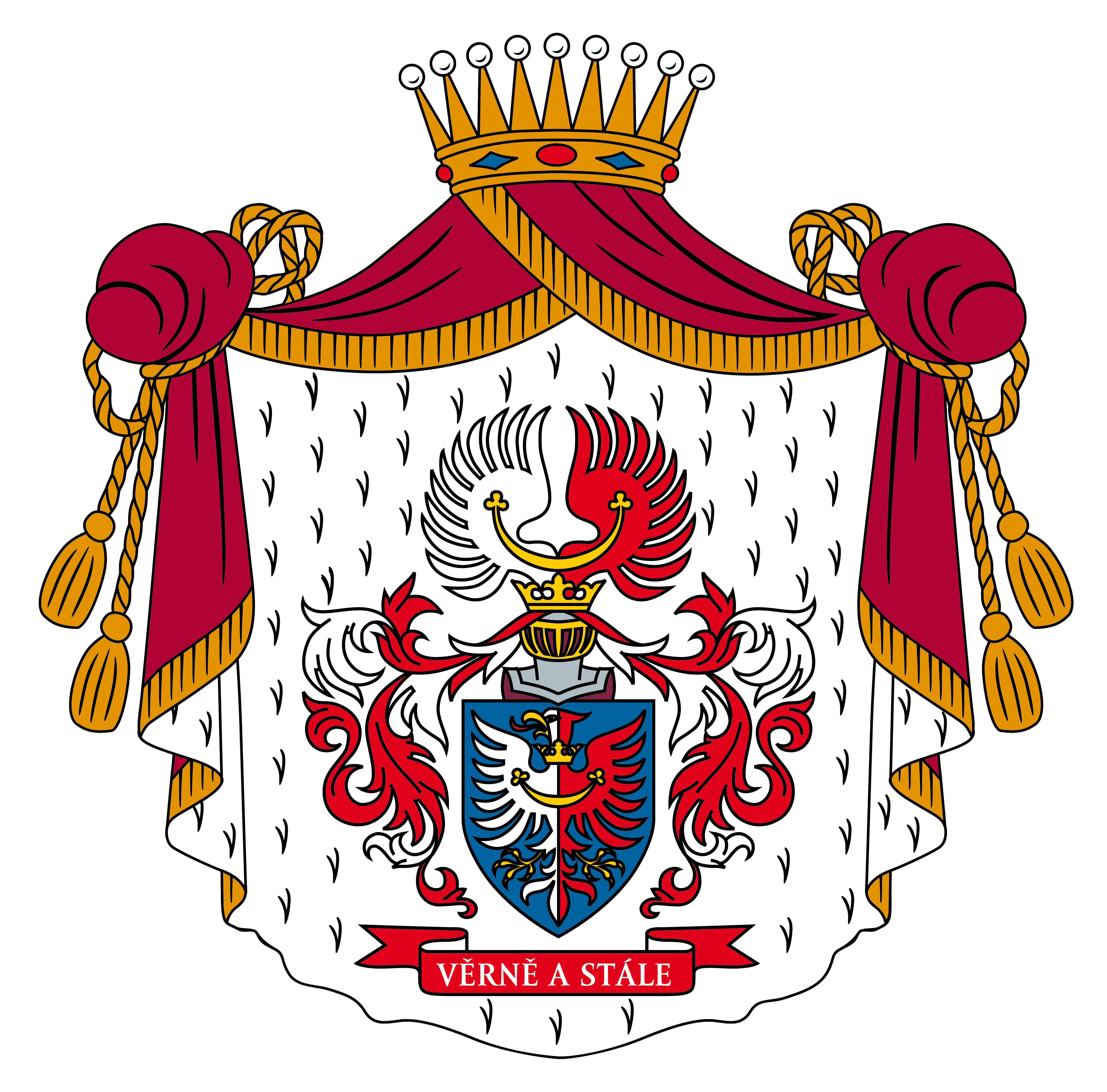
Erb Kolovratů

Hrabě Leopold vynikal svou vzdělaností, schopnostmi i zkušenostmi. Nejen proto se těšil důvěře několika panovníků – Marie Terezie (s níž si dokonce osobně dopisoval), Josefa II., Leopolda II. i Františka II. (I.). Jako nejvyšší kancléř se pak zúčastnil korunovací Leopolda II. i jeho choti Marie Ludoviky.
Snahou Josefa II. bylo spojit politickou a finanční správu pod jeden úřad. Do čela nově vzniklé spojené česko-rakouské dvorní kanceláře, dvorské komory a bankodeputace byl postaven hrabě Leopold Vilém. Krátce před panovníkovou smrtí v roce 1790 se řízení zahraniční politiky ujalo grémium státníků, kam mimo hraběte Leopolda Viléma patřil i hrabě Václav Kounic-Rietberg, hrabě Franz Moritz von Lacy, hrabě Karel Fridrich Hatzfeld, hrabě František Rosenberg-Orsini, kníže Jiří Adam Starhemberg a hrabě Karel Zinzendorf. Jejich cílem bylo zabránit pokračování pruské ofenzivy proti podunajské monarchii.
V souvislosti s korunovací Leopolda II. v roce 1791 se hraběti Leopoldovi Vilémovi podařilo odvrátit hrozbu výraznějšího rozšíření zemského sněmu o měšťany. Úplné zrušení tohoto záměru pak vymohl na Františku II. Zasadil se i o zrušení státní rady zřízené hrabětem Kounicem a soustředění veškeré vnitřní politické agendy pod úřad prvního ministra. V červnu roku 1808 pak byl hrabě pro svůj vysoký věk poslán do výslužby.
Hrabě Leopold Vilém zemřel 2. listopadu 1809 ve Vídni, ale pohřben byl do rodové hrobky v Hrobech.

### Vyznamenání
Dne 14. ledna 1778 získal hrabě Leopold Vilém zemský stav v Korutanech, 8. července 1783 v Dolních Rakousích, 29. září téhož roku v Tyrolích a 21. července 1791 v Kraňsku. Ve Švábsku byl 15. dubna přijat do stavu rytířského a 11. května 1803 se stal indigenátem v Uhrách.
- 14. 11. 1782 mu udělil císař Josef II. Řád zlatého rouna
- 1809 velkokříž Řádu sv. Štěpána
- 1809 velkokříž Řádu Leopoldova

## Rozšiřování majetku
Stejně jako jeho otec se i hrabě Leopold Vilém věnoval rozšiřování majetku a pozemkového vlastnictví. Se svou první manželkou zakoupil v roce 1753 panství Hroby, které sousedilo s Radenínem. Prodávajícím byl tehdy rytíř František Antonín Koch, jehož otec František Jiří postavil v obci jednopatrový barokní zámek na místě, kde původně stála renesanční tvrz z konce 16. století. O šest let později pak manželé koupili v dražbě statek a zámek Oblajovice a v roce 1764 ještě statek Vrbice. O rok později prodal statek Radovesnice s dalšími dvěma vsemi Janu Václavu hraběti Rummerskirchovi. Od roku 1769 do roku 1772 také držel lénem Teste Reuth v Horní Falci a v roce 1776 zdědil hrabě Leopold Vilém Budkov a Mladonovice po Františku Josefovi hraběti Berchteldovi z Uherčic.
Během druhého manželství dokončil hrabě Leopold Vilém stavbu barokního zámečku ve Filipově u Čáslavi, kterou zahájil jeho otec Filip Nerius. Směrem na jih od zámku založil také rozsáhlý park, jehož hlavní alej zdobily barokní pískovcové sochy alegorií jednotlivých kalendářních měsíců. Zachovala se pouze torza čtyř soch.
V roce 1773 mu Filip, Prokop a Jan Nepomuk Krakowští z Kolowrat postoupili panství Čakovice, které Leopold Vilém prodal Antonii hraběnce z Klebelsbergu (rozené Krakowské z Kolowrat) za 44 000 zlatých ve stříbře. V témže a následujícím roce přikoupil ke zděděnému panství Světlá nad Sázavou statky Nová Ves, Pavlíkov a Vilémovice i se zámkem. V roce 1777 daroval hrabě světelskému kostelu sv. Václava velmi cenný umíráček, kostel nadále finančně podporoval, nechal v něm dokonce zřídit Kolowratskou hrobku. Těsně před smrtí hraběte Leopolda Viléma v roce 1809 byla v zámku ve Světlé zřízena vojenská nemocnice, která byla v provozu až do roku 1814. O tři roky později Světlou, Novou Ves a Vilémovice koupil uherský hrabě František Josef Zichy z Vaszonykeö.

### Továrna a zámky v Jeníkově
Mezi nejvýznamnější ekonomické počiny hraběte Leopolda Viléma patří rozšíření panství v Jeníkově. V panství, které zdědil, založil faru a školu a díky svému vlivu zde nechal zřídit státní manufakturu na tabák a postavil pro ni dvě budovy, dnes známé jako Horní a Dolní zámek. Za továrnu, která byla větší než téměř současně zřízená továrna v Praze, dostával ročně nájem 6 000 zlatých. Později zde hrabě založil i továrnu na jehly, první svého druhu v Evropě.
Dolní zámek (tzv. Starý) je trojkřídlá budova postavená jižně od staré tvrze. Sloužila pro správu panství a ubytování vrchnostenských úředníků. Horní zámek (tzv. Nový) tvoří obdélná budova v jižním sousedství, která byla budovou tabákové továrny. Obě budovy byly postaveny mezi lety 1774 a 1775.

### Dědictví
Jako svého univerzálního dědice ustanovil nejmladšího syna Františka Xavera. Ostatní děti toto rozhodnutí soudně napadly a během sporu o dědictví se správa panství ocitla v rukou tříčlenné administrace, která v názoru na řízení panství nebyla jednotná. Během dlouhých sporů zanikla jak tabáková továrna, v jejíchž prostorách následně vznikl vojenský lazaret, tak i jehlárna. Až v roce 1817 došlo k dohodě mezi zákonnými dědici, kteří se shodli na prodeji panství společně s Hostačovem. V následné dražbě vše koupila Marie Aloisie, dcera hraběte Leopolda Viléma.

## Rodina
Díky svému sňatku s Marií Terezií del Caretto hraběnkou di Millesimo (8. června 1729 – 9. února 1769) se stal zakladatelem tzv. radenínské (hrobské) větve rodu Kolowratů. Jeho choť, dcera Františka Václava del Caretto hraběte di Millesimo a Marie Anny Terezie hraběnky Desfours zu Mont und Athienville, přinesla do manželství věnem jak Radenín, tak Vlčovec a Zahrádku. Z tohoto manželství, které trvalo od 24. srpna 1750 do smrti Marie Terezie v roce 1769, se narodilo devět dětí.
- 1. Marie Anna (17. 12. 1753 Radenín – 20. 8. 1805)
  - ⚭ (1770) hrabě František Zichy z Vaszonykeö (17. 2. 1749 Prešpurk – 8. 8. 1812 Vídeň)
- 2. František Václav (23. 3. 1754 Radenín – 25. 3. 1759)
- 3. Marie Josefa (20. 4. 1755 Radenín – 1. 5. 1756)
- 4. Filip František (17. 4. 1756 Radenín – 26. 5. 1836), hejtman Rakovnického kraje (1781–1782), hejtman Loketského kraje (1789–1791), podkomoří králové v Čechách (1798–1827)
  - ⚭ (1790) Terezie z Trunkelu (18. 10. 1768 Vídeň – 21. 5. 1819 Praha)
- 5. Barbora (10. 4. 1758 Radenín – 29. 3. 1759)
- 6. Jana (*/† 26. 5. 1764 Praha)
- 7. Terezie (*/† 20. 2. 1766 Praha)
- 8. Leopold (9. 3. 1767 Praha – 11. 12. 1767 Praha)
- 9. Leopold (9. 3. 1768 Praha – 31. 10. 1805)
  - ⚭ Marie Filipína d'Olislager (19. 4. 1768 Antverpy – 2. 4. 1837)

Ještě téhož roku se hrabě Leopold Vilém znovu oženil. Ve Vídni pojal za manželku Marii Terezii hraběnku z Khevenhüller-Metsch (4. ledna 1741 Vídeň – 27. listopadu 1805), dceru Jana Josefa hraběte Khevenhüllera a Anny Karolíny hraběnky z Metsch. Z tohoto manželství vzešlo dalších osm potomků.
- 10. Marie Terezie (23. 6. 1770 Vídeň – 21. 5. 1849 Stronsdorf)
  - ⚭ I. (1792) Leopold I. Podstatský-Lichtenštejn (13. 8. 1763 Mnichov – 1. 10. 1813 Vídeň)
  - ⚭ II. (1814) hrabě Jan Karel Hardegg (28. 2. 1783 – 29. 12. 1839)
- 11. Josef (21. 8. 1771 Vídeň – 3. 7. 1775 Vídeň)
- 12. Karel František (19. 7. 1774 Vídeň – 21. 8. 1774 Vídeň)
- 13. Marie Františka (*/† 17. 6. 1775 Vídeň)
- 14. Marie Antonie (4. 10. 1776 Vídeň – 16. 1. 1806 Düsseldorf)
  - ⚭ (1800) hrabě Kristián Josef z Oberndorffu (10. 7. 1762 Mannheim – 23. 10. 1809 Laumersheim, Porýní-Falc)
- 15. Marie Aloisie (20. 1. 1780 Vídeň – 1823 Třešť)
  - ⚭ (1810) hrabě Josef Herberstein-Moltke (13. 11. 1757 – 31. 3. 1816)
- 16. Kristián (*/† 22. 1. 1781 Vídeň)
- 17. František Xaver (10. 10. 1783 Vídeň – 13. 12. 1855 Telč), podplukovník
  - ⚭ (1804) hraběnka Julie Wildenstein-Wildbach (8. 12. 1786 Štýrský Hradec – 17. 9. 1849 Budkov)